# Semën Ljudvigovič Frank
Semën Ljudvigovič Frank (in russo Семён Людвигович Франк; Mosca, 28 gennaio 1877 – Londra, 10 dicembre 1950) è stato un filosofo e psicologo russo.
Partecipa alle raccolte Problemy idealizma (1902), Vechi (1909) e Iz glubiny (1918). Aspira alla sintesi di pensiero razionale e fede religiosa nelle tradizioni della filosofia apofatica e del platonismo cristiano, sotto l'influenza di Nikolaj Kuzanskij e Vladimir Solov'ëv (soprattutto del concetto di unitotalità).
Nasce a Mosca in una colta famiglia ebrea. Ancora studente al ginnasio, entra in contatto con i circoli marxisti, sotto l'influenza dei quali entra nella facoltà giuridica dell'Università di Mosca (dove fu allievo del celebre professore Aleksandr Ivanovič Čuprov). Nel 1899 fu arrestato e allontanato dalle città universitarie. Di lì a poco avrebbe oltrepassato i confini, lavorando a Berlino e a Monaco.
La sua prima opera a stampa, nel 1900, Teorija zennosti Marksa [La teoria del valore di Marx], è dedicata alla critica del marxismo. Nella raccolta Problemy idealizma (1903) venne pubblicato il suo primo studio filosofico, Nizše i ljubov k dal'nemu [Nietzsche e l'amore della lontananza] (da questo momento l'opera di Frank si allaccerà completamente ai problemi filosofici). In seguito all'esame di magistero (1912) diviene professore dell'Università di Pietroburgo; in quell'anno abbraccia la fede ortodossa. Nel 1915 difende la sua dissertazione, Predmet znanija [L'oggetto della conoscenza], nella quale affronta le condizioni ontologiche della possibilità dell'intuizione come percezione diretta della realtà, in accordo alla tendenza dell'intuizionismo.
Il suo libro Duša Čeloveka [L'anima dell'uomo], pubblicato nel 1918, venne presentato come dissertazione per il conseguimento del titolo di dottore, ma la discussione non si poté sostenere. Nel 1917 Frank ricopre la cattedre di filosofia presso l'Università di Saratov, e nel 1921 presso l'Università di Mosca.
Insieme ad altri, nel 1922 venne esiliato dalla Russia; trovò sistemazione a Berlino, entrò nel corpus dell'Accademia religioso-filosofica costituita da Nikolaj Aleksandrovič Berdjaev, col quale aveva già lavorato a Mosca presso l'Accademia Spirituale. Dal 1930 si trasferisce in Francia, per poi stabilirsi a Londra nel 1945.